# Osamělá hora

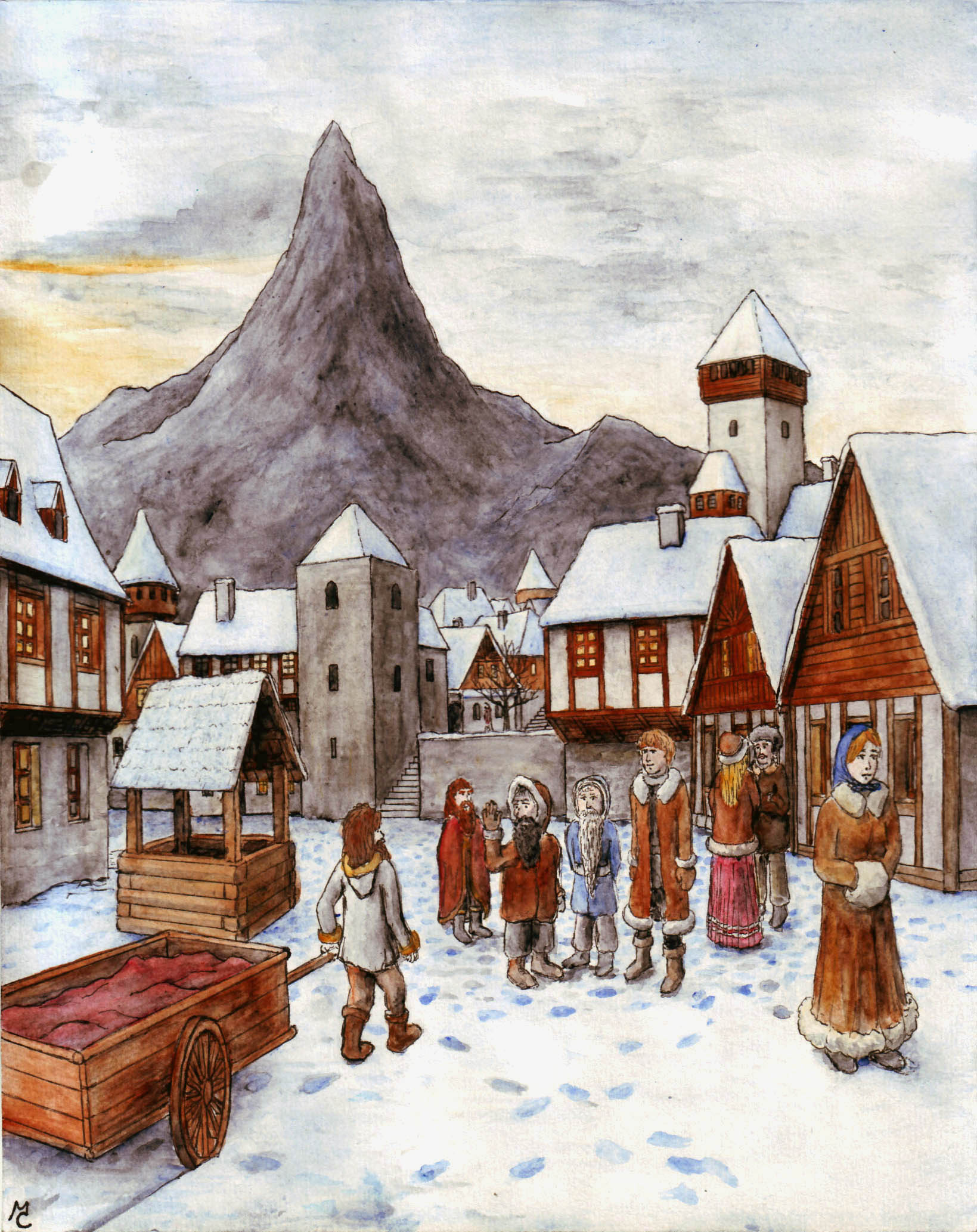
Město Dol a v pozadí Osamělá hora

Osamělá hora (v sindarštině Erebor) je hora nacházející se na severozápadě Rhovanionu v Tolkienově fiktivním světě Středozemi. Osamělá hora, ve které se nacházelo trpasličí Království pod Horou, je Tolkienem nejvíce popsána v jeho knize Hobit aneb cesta tam a zase zpátky.

## Geografie
Erebor se nachází na severozápadě Divočiny mezi Temným hvozdem na západě a Železnými horami na východě. Na sever od Osamělé hory leží vrcholky Ered Mithrin a Zvadlá vřesoviště. V hoře pramení řeka Celduina, která se při své cestě směrem na jih vlévá do Dlouhého jezera, na kterém stojí Jezerní město. 

## Role v příběhu

### Založení Království pod Horou
Poté, co v roce 1980 T. v. probudili trpaslíci při dolování v hlubinách pod Mlžnými horami balroga, padlo v boji s ním mnoho naugrim, včetně králů Durina VI. a jeho syna Náina I. Přeživší trpaslíci uprchli ze sídla svých otců a z Khazad-dûm se stalo nebezpečné místo známé jako Moria. Většina trpaslíků zamířila z Morie směrem na sever a usadila se především v Ered Mithrin. Dědic trůnu Thráin I., syn Náina však přichází do Ereboru, kde zakládá Království pod Horou v roce 1999 Třetího věku. Thráin v hoře objevuje drahokam Arcikam zvaný Srdce Hory. Král Thorin I. Osamělou horu opouští a zamíří za většinou svého lidu do Šedých hor, které trpaslíky lákaly bohatými nalezišti zlata. Poté, co je zabit drakem král Dáin I., opouštějí trpaslíci Šedé hory a míří zpět do Ereboru, nebo do Železných hor. Obyvatelé Osamělé hory poté žili dlouhé roky v míru a velice bohatli díky obchodu s lidmi z Dolu a Jezerního města a elfy z Temného hvozdu. V roce 2770 však přiletěl z pustin na severu drak Šmak, který Horu a Dol vyplenil. Trpaslíci, kteří drakovo řádění přežili, se rozprchli všemi směry. Král Thrór se svou rodinou a malou družinou věrných zamířil do vyhnanství na Vrchovinu a jeho syn Thráin později odvedl svůj nepočetný lid na západ do Ered Luin. Osamělou horu tedy na dvě století ovládl Šmak, který spal na hromadě trpasličího zlata. 

### Thorinova výprava
Když v roce 2841 přichází do Ered Luin zpráva o tragické smrti krále Thráina, stává se králem Durinova lidu jeho syn Thorin Pavéza. Thorin má v úmyslu pomstít svůj rod, zabít draka a znovu obnovit království pod Horou. V roce 2941 potkává Thorin v Hůrce čaroděje Gandalfa, s nímž připravuje plán na společnou výpravu proti drakovi. Po strastiplném putování dosahuje výprava svého cíle. Šmak je nakonec zabit Bardem Lučištníkem z Jezerního města. Po drakově smrti dojde k bitvě pěti armád, v níž umírá Thorin Pavéza. Trpaslíci spolu s lidmi a elfy však nakonec vítězí a novým králem pod Horou se stává Thorinův bratranec Dáin Železná noha.

### Válka oPrsten
Král Dáin moudře vládl a trpasličí říše v Osamělé hoře prosperovala. Ve válce o Prsten museli trpaslíci z Osamělé hory spolu s lidmi z Dolu čelit náporu Sauronových přisluhovačů. Slavným se stal Glóinův syn Gimli, který se stal členem Společenstva prstenu. V roce 3019 v bitvě u Ereboru společně umírají králové Dáin i Brand, avšak se zničením Prstenu a pádem Saurona se jeho služebníci obracejí na útěk a obránci vítězí. Následuje Čtvrtý věk a dlouhé období míru, v němž vládne Dáinův dědic Thorin III. Kamenná přilba. Trpaslíci z Osamělé hory vedeni Gimlim zakládají trpasličí kolonii v jeskyních Aglarond a z mithrilu a oceli vyrábějí novou hlavní bránu pro Minas Tirith.     